# Catunaregam pentandra
Catunaregam pentandra är en måreväxtart som först beskrevs av Robert Louis August Maximilian Gürke, och fick sitt nu gällande namn av Diane Mary Bridson. Catunaregam pentandra ingår i släktet Catunaregam och familjen måreväxter. Inga underarter finns listade i Catalogue of Life.